# Chodský Újezd

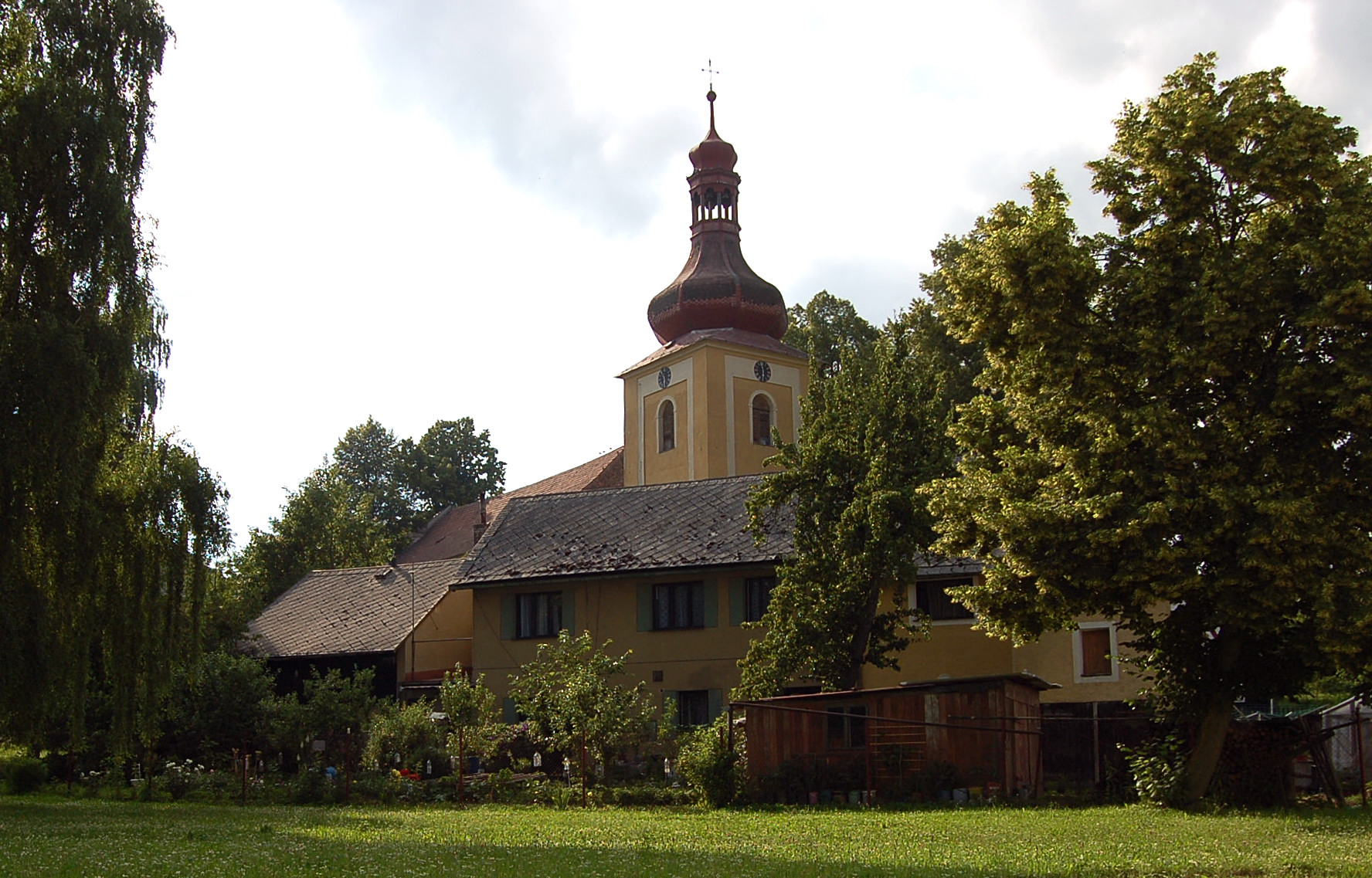
Chodský Újezd – Kirche

Chodský Újezd, bis 1960 Svatý Kříž (deutsch Heiligenkreuz) ist eine Gemeinde mit 826 Einwohnern (Stand: 1. Januar 2023)  in Tschechien. Sie liegt 8 km nördlich der Stadt Tachov in einer Höhe von 556 m ü. M. im Oberpfälzer Wald (Český les). Chodský Újezd gehört dem Okres Tachov an. Bis zur deutschen Grenze bei Mähring beträgt die Entfernung 9 km.

## Geschichte
Die erste Erwähnung des Ortes stammt aus dem Jahre 1359, als die Kirche zum Heiligen Kreuz zur Pfarrkirche erhoben wurde. Das privilegierte Chodendorf ist jedoch älter. Der Name der Kirche wurde auf das Dorf übertragen, das fortan Svatý Kříž oder deutsch Heiligenkreuz hieß. Weitere Bezeichnungen waren Chodones, Antiqui Chodones, Chodové oder Staré Chody. 
Im Jahre 1426 kam der Ort in den Besitz des Meißner Burggrafen Heinrich I. von Plauen, der den Bewohnern am 25. Juli 1443 bedeutende Privilegien, darunter die Anwendung des Tachauer Stadtrechtes und das Erbrecht ihres Besitzes in männlicher und weiblicher Linie, verlieh. 
Am Ende des 15. Jahrhunderts kamen vermehrt deutschstämmige Bewohner nach Svatý Kříž und der Ort erweiterte sich. 1522 erhob König Ludwig Heiligenkreuz zum Städtchen und verlieh das Marktrecht für einen Wochenmarkt, der jeden Samstag abgehalten wurde. Ferdinand I. bestätigte im Jahre 1549 die 1443 verliehenen Privilegien. Bis zum Verkauf der Herrschaft Tachau im Jahre 1606 durch Rudolf II. war Heiligenkreuz ihr zugehörig. Nach der Schlacht am Weißen Berg (1620) wurde das Gebiet um Heiligenkreuz vom Kaiser eingezogen. Im Jahr 1625 kaufte Theodor von Haimhausen, der ursprünglich Viechpöck hieß, bevor er in die Rechte des ausgestorbenen Geschlechts derer von Haimhausen eingesetzt wurde, zu den Besitzungen in Oberbayern (Haimhausen) Heiligenkreuz zusammen mit den Gütern Kuttenplan und Neudorf hinzu.
Seit der zweiten Hälfte des 16. Jahrhunderts ging die Bedeutung von Heiligenkreuz zurück. Ursache war das Aufstreben der an den wichtigen Straßen gelegenen konkurrierenden Städte Tachau und Plan, während die abseitige Lage von Heiligenkreuz dazu führte, dass es ein Dorf blieb. 1606 wurde Jobst Adam von Schirnding neuer Besitzer der Herrschaft und das Dorf gehörte bis zur Aufhebung der Patrimonialherrschaften zur Herrschaft Kuttenplan.
1843 hatte Heiligenkreuz etwa 600 Einwohner. 1939 lebten in Heiligenkreuz 723 Menschen.
Nach dem Münchner Abkommen wurde der Ort dem Deutschen Reich zugeschlagen und gehörte bis 1945 zum Landkreis Tachau.
Nach dem Zweiten Weltkrieg trug der Ort wieder den tschechischen Namen Svatý Kříž, im Jahre 1960 erhielt er die heutige Bezeichnung Chodský Újezd. Im Jahre 1955 wurden Teile der Gemeinde mit Gehöften, die die Volksarchitektur des 17. und 18. Jahrhunderts repräsentieren, unter Denkmalschutz gestellt. Der Dorfteich, der zugleich als Löschwasserspeicher diente, wurde um 2000 aufgegeben und verfüllt.

## Kultur und Sehenswürdigkeiten
In der ursprünglich gotischen Kirche, die in den Jahren 1790 bis 1792 unter der Patronatsherrschaft von Sigmund von Haimhausen im Barockstil umgebaut wurde, befindet sich ein Grabstein mit einem Wappen aus dem 16. Jahrhundert. Das Wappen der Grafen von Haimhausen ist über dem Chorbogen angebracht. Im Jahr 2014 wurde der Kircheninnenraum restauriert.

## Gemeindegliederung
Die Gemeinde Chodský Újezd besteht aus den Ortsteilen und Katastralbezirken Chodský Újezd, Dolní Jadruž (Untergodrisch), Horní Jadruž (Obergodrisch), Nahý Újezdec (Naketendörflas), Neblažov (Glasau), Štokov (Stockau) und Žďár (Brand b. Plan, Planer Brand) mit Přední Žďár (Vorderbrand) und Prostřední Žďár (Mittelbrand). Außerdem befinden sich auf dem Gemeindegebiet die aufgelassenen Orte Jalový Dvůr (Galtenstallung) und Zadní Žďár (Hinterbrand).

## Söhne und Töchter der Gemeinde
- Johann Ritter von Hermann (1800–1890), österreichischer Pädagoge
- Franz Liebl (1923–2002), Mundartautor
- Theobald Scharnagl (1867–1943), Abt der Zisterzienserabtei Ossegg
- Anton Gebert (1885–1942)